# 副吟螽属
副吟螽属（学名：Paraphlugiolopsis）为螽斯科的一个属。

## 下属物种
本属包括以下物种：
- 蒋氏副吟螽 Paraphlugiolopsis jiangi Bian & Shi, 2014
- 叶尾副吟螽 Paraphlugiolopsis lobocera Bian & Shi, 2014